# Cristian Tănase
Cristian Tănase (n. 18 februarie 1987, Pitești, România) este un fotbalist român liber de contract, care joacă pe post de mijlocaș. Pe plan internațional, are prezențe la națională pentru România Sub-19, România Sub-21, România și România Sub-21.

## Cariera
În prezent evoluează la clubul turc Sivasspor și face parte din echipa națională de fotbal a României. A jucat timp de șase ani pentru FC Steaua București, club la care a câștigat două campionate,  două Cupe ale României, Supercupa României și Cupa Ligii. Cristian Tănase a jucat la FC Argeș și a fost cel mai bun jucător în 2001 urmând ca în vara anului 2003 (la 15 ani) să fie promovat la echipa mare care activa în Liga I. În sezonul 2005/2006 a jucat, fiind împrumutat, jumătate de sezon la CS Dacia Mioveni.

### Steaua
Pe 6 august 2009, Tănase a semnat un contract pentru 5 ani cu clubul Steaua București, acesta plătind pentru el 1,8 milioane de euro. Argeș Pitești va urma să primească și 50% dintr-un eventual transfer pe care îl va efectua Steaua București. După o perioadă mai puțin prielnică, acesta a reușit să se acomodeze devenind unul din cei mai buni jucători ai formației din Ghencea, un exemplu fiind evoluția din meciul disputat de echipa sa împotriva formației Liverpool F.C. reușind să marcheze unicul gol al Stelei cu o execuție care l-a surprins pe portarul cormoranilor Pepe Reina. A fost și căpitanul formației din Ghencea.

### Naționala
Jucătorul a debutat la națională pe 19 noiembrie 2008, în partida amicală contra Georgiei, câștigată de România cu 2-1. El a reușit să și marcheze  în meciul cu Austria, contând pentru preliminariile Campionatului Mondial de Fotbal din 2010, când, în minutul 23 al acestei partide, a profitat de o greșeală a portarului austriac Michael Gspurning, pe care l-a lobat cu eleganță de la 30 de metri, acesta fiind primul său gol pentru România.

## Palmares
Steaua București
- Liga I (3): 2012-2013[10], 2013-2014[11] 2014-2015
- Cupa României (2): 2010-2011[12]2014-2015
- Supercupa României (1): 2013
- Cupa Ligii(1): 2014-2015

## Statistici

### Club
Actualizat la data de 6 noiembrie 2011.
| Echipă           | Sezon         | Ligă    | Ligă   | Cupă    | Cupă   | Competiții europene | Competiții europene | Total   | Total  |
| Echipă           | Sezon         | Meciuri | Goluri | Meciuri | Goluri | Meciuri             | Goluri              | Meciuri | Goluri |
| ---------------- | ------------- | ------- | ------ | ------- | ------ | ------------------- | ------------------- | ------- | ------ |
| FC Argeș         |               |         |        |         |        |                     |                     |         |        |
| 2003–2004        | 1             | 0       | ?      | ?       | 0      | 0                   | 1                   | 0       |        |
| 2004–2005        | 2             | 0       | ?      | ?       | 0      | 0                   | 2                   | 0       |        |
| Total            | Total         | 3       | 0      | ?       | ?      | 0                   | 0                   | 3       | 0      |
| CS Mioveni       |               |         |        |         |        |                     |                     |         |        |
| 2005–2006        | 5             | 0       | ?      | ?       | 0      | 0                   | 5                   | 0       |        |
| Total            | Total         | 5       | 0      | ?       | ?      | 0                   | 0                   | 5       | 0      |
| FC Argeș         |               |         |        |         |        |                     |                     |         |        |
| 2005–2006        | 16            | 1       | ?      | ?       | 0      | 0                   | 16                  | 1       |        |
| 2006–2007        | 25            | 0       | ?      | ?       | 0      | 0                   | 25                  | 0       |        |
| 2007–2008        | 29            | 4       | ?      | ?       | 0      | 0                   | 29                  | 4       |        |
| 2008–2009        | 32            | 2       | ?      | ?       | 0      | 0                   | 32                  | 2       |        |
| Total            | Total         | 102     | 7      | ?       | ?      | 0                   | 0                   | 102     | 7      |
| Steaua București |               |         |        |         |        |                     |                     |         |        |
| 2009–2010        | 21            | 1       | ?      | ?       | 4      | 0                   | 25                  | 1       |        |
| 2011–2012        | 27            | 1       | 4      | 0       | 8      | 2                   | 39                  | 3       |        |
| 2011–2012        | 11            | 2       | 0      | 0       | 5      | 3                   | 16                  | 5       |        |
| Total            | Total         | 59      | 4      | 4       | 0      | 17                  | 5                   | 80      | 9      |
| Total carieră    | Total carieră | 169     | 11     | 4       | 0      | 17                  | 5                   | 190     | 16     |